# Parque Natural Metropolitano

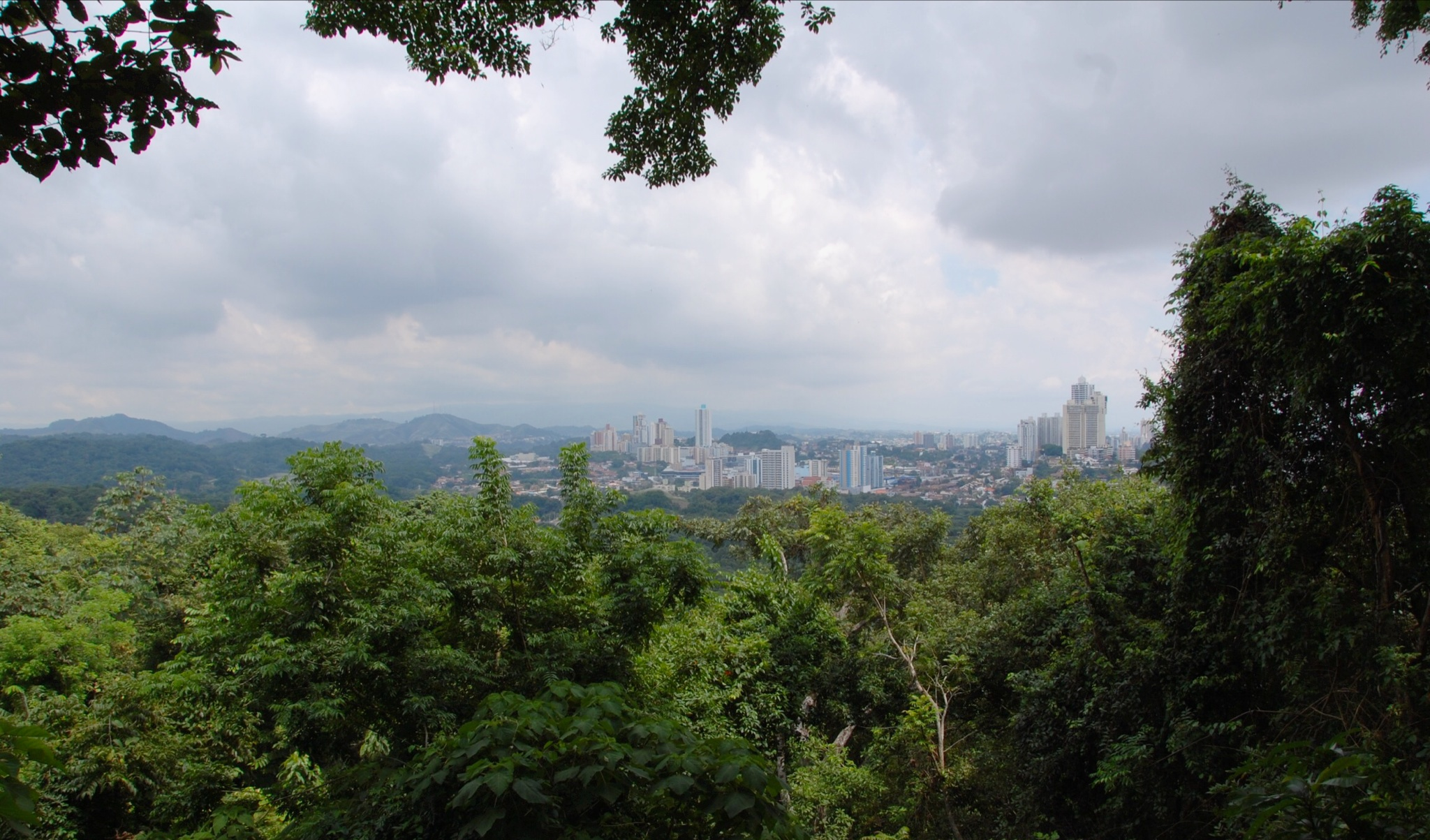
Uitzicht over Parque Natural Metropolitano en Panama-Stad

Het Parque Natural Metropolitano is een natuurpark bij Panama-Stad met een oppervlak van 232 hectare. Het park is het enige beschermde gebied in Midden-Amerika dat dermate dicht bij een stad ligt. Jaarlijks bezoeken ongeveer 40.000 nationale en internationale bezoekers het park.

## Beschrijving
Het Parque Natural Metropolitano ligt aan de noordwestzijde van Panama-Stad. Het park omvat laaglandregenwoud en een van de laatste droogbossen van Panama. Ongeveer 284 plantensoorten komen in het Parque Natural Metropolitano voor met bomen die tot 35 meter hoog kunnen worden. In het park bevinden zich een bezoekerscentrum, meerdere wandelroutes, enkele uitzichtpunten en een hijskraan die zicht biedt op de kroonlaag van het bos. 
Verschillende wandelroutes zijn vernoemd naar kenmerkende dier- en plantensoorten uit het park: "Sendero Los Momótides" naar de Caribische motmot (Momotus subrufescens), "Sendero Mono Tití" naar de roodnektamarin (Saguinus geoffroyi), "Sendero El Roble" naar de savanne-eik (Tabebuia rosea) en "Sendero Los Cacaobos" naar de Amerikaanse mahonieboom (Swietenia macrophylla).
Altos de Campana · Camino de Cruces · Cerro Hoya · Chagres · Coiba · Darién · Golfo de Chiriquí · Isla Bastimentos · La Amistad · Metropolitano · Omar Torrijos · Portobelo · Santa Fe · Sarigua · Soberanía · Volcán Barú